# Захирович, Аднан
Адна́н Захи́рович (босн. Adnan Zahirović, 23 марта 1990, Баня-Лука, СФРЮ) — боснийский футболист, полузащитник клуба «Младост» (Добой) и сборной Боснии и Герцеговины.

## Карьера

### Клубная
Свою профессиональную карьеру начал в боснийском клубе «Челик» из города Зеница. В его составе 2 августа 2008 года дебютировал в боснийской Премьер-лиге. В матче первого тура с «Сараево» Аднан вышел в стартовом составе и провёл на поле все 90 минут, а его команда победила 3:1. Всего в своём первом сезоне на профессиональном уровне он сыграл в двадцати играх. В дальнейшем ему регулярно предоставлялось место на футбольном поле. За неполных три года выступления за «Челик» Аднан принял участие в 49 играх, а его клуб ни разу не смог подняться выше десятого места.
В начале 2011 года Аднан подписал с нальчикским «Спартаком» контракт сроком на три с половиной года. В российской Премьер-лиге дебютировал 12 марта 2011 года в матче с самарскими «Крыльями Советов», выйдя на поле в стартовом составе. В матче третьего тура с питерским «Зенитом» он забил свой первый мяч. На 60-й минуте встречи в сутолоке у ворот соперника после розыгрыша углового Игорь Портнягин отдал пас на Аднана, который и переправил мяч в сетку, сравняв счёт. В дальнейшем команды обменялись ещё голами, и в итоге встреча завершилась вничью 2:2.
В феврале 2013 был отдан в полугодичную аренду в минское «Динамо». За столичный клуб играл в 8 матчах, голов не забил. 1 июля 2013, в связи с окончанием аренды, вернулся нальчикский «Спартак».

### В сборных
Выступал за юношескую и молодёжную сборные Боснии и Герцеговины. В составе молодёжной команды первый раз сыграл 27 апреля 2010 года в товарищеской игре со сверстниками из Турции. На 82-й минуте Аднан появился на поле, сменив Горана Галешича, а в добавленное время забил гол, установив окончательный счёт 4:1.
В декабре 2010 года впервые получил вызов в национальную сборную. 10 декабря дебютировал в сборной Боснии и Герцеговины, когда главный тренер Сафет Сушич на 46-й минуте товарищеского матча со сборной Польши выпустил его вместо Юре Иванковича. Следующий раз Аднан появился на поле в составе сборной 10 августа 2011 года во встрече с Грецией, прошедшей в Сараево и завершившейся нулевой ничьей.

## Достижения
- Победитель молодёжного первенства Боснии и Герцеговины: 2006/07
- Лучший игрок молодёжного первенства Боснии и Герцеговины: 2007/08

## Матчи за сборную
| #  | Дата            | Место                                                 | Соперник   | Результат | Турнир                                 |
| -- | --------------- | ----------------------------------------------------- | ---------- | --------- | -------------------------------------- |
| 1  | 10 декабря 2010 | «Мардан», Анталья, Турция                             | Польша     | 2:2       | Товарищеский матч                      |
| 2  | 10 августа 2011 | «Асим Ферхатович-Хасе», Сараево, Босния и Герцеговина | Греция     | 0:0       | Товарищеский матч                      |
| 3  | 2 сентября 2011 | «Динамо», Минск, Белоруссия                           | Беларусь   | 2:0       | Отборочный матч чемпионата Европы 2012 |
| 4  | 6 сентября 2011 | «Билино Поле», Зеница, Босния и Герцеговина           | Беларусь   | 1:0       | Отборочный матч чемпионата Европы 2012 |
| 5  | 7 октября 2011  | «Билино Поле», Зеница, Босния и Герцеговина           | Люксембург | 5:0       | Отборочный матч чемпионата Европы 2012 |
| 6  | 11 октября 2011 | «Стад де Франс», Сен-Дени, Франция                    | Франция    | 1:1       | Отборочный матч чемпионата Европы 2012 |
| 7  | 11 ноября 2011  | «Билино Поле», Зеница, Босния и Герцеговина           | Португалия | 0:0       | Отборочный матч чемпионата Европы 2012 |
| 8  | 15 ноября 2011  | «Да Луж», Лиссабон, Португалия                        | Португалия | 2:6       | Отборочный матч чемпионата Европы 2012 |
| 9  | 28 февраля 2012 | «АФГ Арена», Санкт-Галлен, Швейцария                  | Бразилия   | 1:2       | Товарищеский матч                      |
| 10 | 26 мая 2012     | «Авива», Дублин, Ирландия                             | Ирландия   | 0:1       | Товарищеский матч                      |
| 11 | 22 марта 2013   | «Билино Поле», Зеница, Босния и Герцеговина           | Греция     | 3:1       | Отборочный матч Чемпионата Мира 2014   |